# Langemark
Langemarck, en néerlandais Langemark est une section de la commune belge de Langemark-Poelkapelle située en Région flamande dans la province de Flandre-Occidentale. C'était une commune à part entière avant la fusion des communes de 1977.

## Démographie

### Évolution démographique
- Sources : INS, Rem. : 1831 jusqu'en 1970 = recensements, 1976 = nombre d'habitants au 31 décembre[2].
- 1910: scission de Poelkapelle en 1904, 1970 et 1976 y compris Bikschote

## Histoire
Pendant la Première Guerre mondiale, tout le secteur se situe sur ou à proximité du front : en novembre 1914, des troupes alliées sont en première ligne du côté de Boezinge, Langemark , Poelcappelle.

## Transport
L'ancienne gare de Langemark se trouvait sur la ligne 63, de Torhout à Ypres.

## Monuments
- Cimetière militaire allemand de Langemark?
- Mémorial de Saint-Julien à Saint-Julien.